# Gerolamo Sersale
Gerolamo Sersale (en latin, Sirsalis) (1584–1654) est un astronome et sélénographe jésuite italien du XVIIe siècle. 
Son surnom lui vient d'une famille noble napolitaine originaire de Sorrente. La ville de Sersale, une commune de la province italienne de Catanzaro, a été découverte en 1620.

## Biographie
Né à Naples, en Italie, sa jeunesse n'est que très peu évoqué, néanmoins, il fut professeur de théologie dans le collège jésuite Massimo aujourd'hui appelé l'ancien collège jésuite. 
Prêtre jésuite, Gerolamo Sersale dressa une carte assez précise de la pleine lune en juillet 1650. Après qu'elle fut dessinée, l'existence de la carte ne fut connue des autres astronomes qu'à travers les mentions qui en étaient faites dans le Almagestum novum de Riccioli.
Toutefois, elle peut aujourd'hui être vue à l'Observatoire naval de San Fernando à Cadix, en Espagne.  
C'est de lui que le cratère lunaire Sirsalis tient son nom.